# Konferenz der Vereinten Nationen über nachhaltige Entwicklung

Logo der UN-Konferenz über nachhaltige Entwicklung in Rio de Janeiro

Die Konferenz der Vereinten Nationen über nachhaltige Entwicklung (englisch United Nations Conference on Sustainable Development, kurz UNCSD) fand vom 20. bis 22. Juni 2012 in Rio de Janeiro statt. Kurz als Rio 2012 bezeichnet, oder in Anspielung auf die 1992 durchgeführte Konferenz der Vereinten Nationen über Umwelt und Entwicklung auch Rio+20 genannt, sollte die UNCSD die drei folgenden Ziele erreichen:
- Sicherstellung erneuerten politischen Engagements für nachhaltige Entwicklung
- Erfassung des Fortschritts sowie anhaltender Probleme bei der Umsetzung bereits beschlossener Ziele
- Adressierung neuer und entstehender Herausforderungen.

Thematisch sollten auf der UNCSD zwei Schwerpunkte verfolgt werden:
- die Green Economy im Kontext nachhaltiger Entwicklung und Armutsbekämpfung
- die institutionellen Rahmenbedingungen nachhaltiger Entwicklung.

An der Konferenz nahmen rund 190 Staaten teil.

## Beschluss und Vorbereitungsprozess
Die Generalversammlung der Vereinten Nationen traf den Beschluss, die Rio+20-Konferenz abzuhalten, auf einer Sitzung am 24. Dezember 2009. Im Vorfeld der UNCSD sollen insgesamt drei Sitzungen eines Vorbereitungskomitees (Preparatory Committee, kurz PrepCom) abgehalten werden, um thematische und organisatorische Fragen zu klären. PrepCom 1 lief vom 16. bis 18. Mai 2010, und PrepCom 2 fand vom 28. Februar bis 4. März 2011 statt. PrepCom 3 wurde vom 13. bis 15. Juni 2012 und damit unmittelbar vor der Konferenz abgehalten. Zusätzlich fanden zwischen den Sitzungen des Vorbereitungskomitees informelle sogenannte intersessionals statt, auf denen die Delegierten Gelegenheit hatten, ihre Positionen auszutauschen und sich inhaltlich anzunähern.

## Weitere Vorbereitungen

### Deutschland
Vom 9. bis zum 11. März 2012 trafen sich in Freiburg im Breisgau 65 Umweltpreisträger auf dem ersten von der Europäischen Umweltstiftung organisierten Freiburger Umweltkonvent. In ihrem Abschlusspapier Call for Action forderten sie rasche und konkrete Fortschritte zur Begrenzung der globalen Erwärmung und Förderung nachhaltiger Entwicklungen auch in Schwellen- und Entwicklungsländern. Regierungen sollten als „Pioniere des Wandels“ soziale Erneuerungen voranbringen; unter anderem sollten  ein Prozent des weltweiten Bruttoinlandsprodukts (BIP), das waren zu diesem Zeitpunkt ca. 600 Mrd. US-Dollar, zur Erhaltung bzw. Wiederherstellung natürlicher Lebensgrundlagen investiert werden.

## Ergebnis der Rio+20-Konferenz
In der von den Teilnehmern einstimmig verabschiedeten Abschlusserklärung der UNCSD, deren Text mit dem vor den Konferenzverhandlungen entwickelten Entwurf übereinstimmt, wird das Bekenntnis sowohl zu nachhaltigem Wirtschaften als auch dem Modell der Green Economy ausgedrückt, gemeinsame Ziele im Kampf gegen den Hunger, Armut, Bodenerosion, den Klimawandel und dessen Folgen formuliert sowie die  Millenniumsziele für das Jahr 2015 sowie die Ergebnisse vorausgegangener Umweltgipfel bekräftigt. In der Abschlusserklärung sind keine verbindlichen Abmachungen für die Umsetzung der erklärten Ziele enthalten, sodass Nichtregierungsorganisationen und Vertreter der Zivilgesellschaft die Verhandlungen für gescheitert erklären.

## Geschichte der UN-Umwelt- und Nachhaltigkeitskonferenzen
Die UNCSD ist die vierte große UN-Konferenz im Bereich Umwelt und nachhaltige Entwicklung:
- 1972 fand in Stockholm die Konferenz der Vereinten Nationen über die Umwelt des Menschen (UNCHE) statt, auf der unter anderem das Umweltprogramm der Vereinten Nationen gegründet wurde.
- 1992 hielt die Staatengemeinschaft in Rio de Janeiro die Konferenz der Vereinten Nationen über Umwelt und Entwicklung (UNCED) ab, die unter anderem die Verabschiedung der Agenda 21 und eine politische Einigung über drei große internationale Umweltabkommen mit sich brachte.
- 2002 wurde in Johannesburg der Weltgipfel für nachhaltige Entwicklung (WSSD) abgehalten.